# 片山優
片山 優（かたやま ゆう、2000年3月16日 - ）は、近畿地方を拠点にタレント活動をしている日本のフリーアナウンサー、ラジオパーソナリティ、タレント。舞夢プロ所属。元NHK新潟放送局契約キャスター。ニックネームは優ちゃん、かったん。

## 略歴・人物
和歌山県和歌山市出身。小学生の頃、静岡県湖西市に住んでいた。津田塾大学卒業後、NHK新潟放送局の契約キャスターとなる。
その後、舞夢プロに所属し、フリーアナウンサー/ラジオパーソナリティとして活動を開始した。趣味はミュージカル観劇、好きな俳優は山崎育三郎。特技はディズニープリンセスの歌を歌うこと。

## 出演
現在の出演
- FM大阪「アサトク[6]」（月曜 - 木曜 午前5:00 - 7:00、2024年9月30日 - ）。しもぐち☆雅充とダブルレギュラーDJを務める[7]。
- J:COM 東大阪「虹色ねっとわーく」

過去の出演
- FM大阪「Marche Coucou」 - 月曜 - 木曜メインDJ（レギュラー出演）[8]
- KBSラジオ「松原晋啓のGLOBAL VISION」（レギュラー出演）
- NHK新潟「おはよう日本」「ニュース845」「金よう夜きらっと新潟」 - スタジオMC

イベント
- メリケンパーク五月祭2024「ラグビー・トークショー KOBE FAST GYRO Presents」 - MC[1]
- 関西国際空港30周年セレモニー - MC
- その他NHK新潟関連の各種イベントでの司会